# 联盟7K-OKS号
联盟7K-OKS号（Soyuz 7K-OKS）也称为联盟7KT-OK号)，是由蘇聯在1971年所開發製造的航天器，為联盟号宇宙飞船中之一型，也是首款专为空间站执行运送任务的航天器，它唯一执行过的载人飞行是1971年的联盟10号和联盟11号。

## 设计
联盟7K-OKS号一代的两艘飞船改装自最初的联盟7K-OK型，这两艘飞船首次使用了新“插头与锥管”对接机构(SSVP型泊定系统)，特点是内部对接舱口，首次实现了苏联航天器之间人员和货物的内部转移。这种由联盟7K-OKS引进的“插头与锥管”对接装置今天仍使用在国际空间站(ISS)。外部环形燃料箱是联盟号最初登月任务模块的遗留物，由于环地轨道飞行并不需要，后被从7K-OKS飞船上拆除。
 

## 飞行
联盟7K-OKS飞船只发射过两次，联盟10号和联盟11号。
联盟7K-OKS飞船在首次飞行中被成功地发射到近地轨道，但未能与礼炮1号空间站完全对接，在返回时，飞船遇到了有毒烟雾的问题。
这一型联盟号飞船因联盟11号首次成功地将宇航员运送至首座空间站-礼炮1号而闻名，然而，这一成功却因宇航员的遇难而黯然失色，在重返大气层阶段，由于舱内减压导致了三位乘员不幸罹难。

## 任务
- 联盟10号
- 联盟11号